# サミーとシェリー 七つの海の大冒険
『サミーとシェリー 七つの海の大冒険』（サミーとシェリー ななつのうみのだいぼうけん、原題：A Turtle's Tale: Sammy's Adventures、国際的にはSammy's Adventures: The Secret Passage（サミーの冒険：秘密の通路）として知られています）は、ベン・スタッセンが共同執筆および監督した2010年の英語のベルギー-フランスの3Dコンピューターアニメーションアドベンチャー、ロマンチックな成人向けコメディードラマ映画。この映画は、2010年6月12日にカリフォルニアで、2010年8月11日にフランスで公開された。英国版は、ドミニク・クーパー、ジェマ・アータートン、ジョン・ハート、ケイヴァン・ノヴァク、ロバート・シーハンの声優をフィーチャー。米国版には、ユーリ・ローエンタール、アンソニー・アンダーソン、ティム・カリー、キャシー・グリフィン、メラニー・グリフィス、ジェニー・マッカーシーの声優が出演。

## あらすじ
生まれたばかりの小さな小さなウミガメのサミー。海を目指してヨチヨチと歩き出すと其処へ空を飛ぶ腹ペコのカモメ軍団がやって来た!砂浜で出会った美女カメのジェリーと助け合い2人は離れ離れになり。しかし、悲しんでいるばいではない!ジェリーとの再会を夢見て大海原へ旅に出る。

## キャスト
| キャラクター              | 声優                         | 声優                                                                | 声優                                       |
| キャラクター              | イギリス                     | アメリカ                                                            | 日本                                       |
| ------------------------- | ---------------------------- | ------------------------------------------------------------------- | ------------------------------------------ |
| サミー                    | ドミニク・クーパー           | ユーリ・ローエンタール（幼少期） ビリー・アンガー（孵化）           | 伊藤かな恵（幼少期） 羽多野渉              |
| シェリー                  | ジェマ・アータートン         | ジェニー・マッカーシー（幼少期） イザベル・ファーマン（孵化）       | 鈴木あきえ                                 |
| レイ                      | ロバートシーハン             | アンソニー・アンダーソン（幼少期） カルロス・マッカラーズII（孵化） | 芹澤優（幼少期） 柿原徹也 伝坂勉（老レイ） |
| フラッフィー              | ケイヴァン・ノヴァク         | ティム・カリー                                                      | 越後屋いんちき                             |
| サンドラ                  | クリスティンブレイクリー     | ソフィア・ベアリー                                                  |                                            |
| スノウ                    | メラニー・クーパー           | メラニー・グリフィス                                                | 秋山友香                                   |
| ジャッコ                  | ジェフ・サール               | スコット・メンヴィル                                                | 桂一雅                                     |
| スリム                    | ケイヴァン・ノヴァク         | チャーリー・アドラー                                                |                                            |
| ベラ                      | アンジェラ・マッキントッシュ | キャシー・グリフィン                                                | LiLiCo                                     |
| ベン                      | ベンビショップ               | アルロドリエゴ                                                      |                                            |
| リタ                      | Sohm Kapila                  | ロクサーン・リース                                                  | 有賀由樹子                                 |
| ロビー                    | ケイヴァン・ノヴァク         | ダレン・カポッツィ                                                  |                                            |
| ジャッコ                  | ジェフ・サール               | スコット・メンヴィル                                                |                                            |
| オリー                    | ベンビショップ               | ユーリ・ローエンタール                                              | 白川周作                                   |
| サンドラ                  | クリスティンブレイクリー     | ソフィア・ベアリー                                                  |                                            |
| オールドサミー/ナレーター | ジョン・ハート               | ステイシー・キーチ                                                  | 野島昭生                                   |
| ペンギン                  | ベンクロール                 | ビル・トム                                                          |                                            |
| アザラシ                  | ステイシーマット             | ジョニークロール                                                    |                                            |
| イーグルス                | ベンサール                   | ビルリース                                                          |                                            |
| アカウミガメ              |                              |                                                                     | 佐藤絵菜、白木優作、前田茉香、長江里加     |
| 運転手                    |                              |                                                                     | 野川雅史                                   |

## 日本語版制作スタッフ
- 演出：渋江博之
- 翻訳：子安則子
- 翻訳監修：(株)フォアクロス
- 録音・調整：加藤剛
- 日本語版制作：AMG Studio